# Shavkat Mullajanov
Shavkat Mullajanov (ouzbek : Шавкатжон Муллажонов) (né le 19 janvier 1986 à Zeravchan en RSS d'Ouzbékistan) est un joueur de football international ouzbek, qui évolue au poste de défenseur.

## Biographie

### Carrière en sélection
Avec l'équipe d'Ouzbékistan, il possède 37 sélections (pour aucun but inscrit) depuis 2010. 
Il figure dans le groupe des sélectionnés lors des Coupes d'Asie des nations de 2011 et de 2015. La sélection ouzbek se classe quatrième de la compétition en 2011.

## Palmarès
Lokomotiv Tachkent
| - Championnat d'Ouzbékistan : - Vice-champion : 2014. - Coupe d'Ouzbékistan (1) : - Vainqueur : 2014. |  | - Supercoupe d'Ouzbékistan (1) : - Vainqueur : 2014. |